# テントヤブガメ
テントヤブガメ（学名：Psammobates tentorius）は、リクガメ科ヤブガメ属に分類されるカメ。

## 分布
- P. t. tentorius ケープテントヤブガメ - 南アフリカ共和国中南部
- P. t. trimeni ニシテントヤブガメ - 南アフリカ共和国（北ケープ州西部、西ケープ州西部）、ナミビア南部
- P. t. verroxii キタテントヤブガメ - 南アフリカ共和国（北ケープ州）、ナミビア南部

## 形態
最大甲長14.5cm。オスよりもメスの方が大型になる。
卵は長径2.7-3.5cm、短径2.1-2.4cm。
P. t. tentorius ケープテントヤブガメ
背甲の頂部が盛りあがる。縁甲板は左右に13枚ずつある。椎甲板や肋甲板には8-12本、縁甲板には3-4本の放射状の斑紋が入る。腹甲には大型かつ明瞭な暗色斑が入る。
P. t. trimeni ニシテントヤブガメ
背甲の頂部が盛りあがる。縁甲板は左右に12枚ずつある。椎甲板や肋甲板には4-8本、縁甲板には3-4本の放射状の斑紋が入る。腹甲には大型かつ明瞭な暗色斑が入り、その周辺に黄色い放射状の斑紋が入る。
P. t. verroxii キタテントヤブガメ
背甲の頂部は平坦。縁甲板は左右に12枚ずつある。椎甲板や肋甲板には5-6本、縁甲板には1-3本の放射状の斑紋が入る。腹甲の色彩は黄色一色か、不規則に暗色の斑点が入る。

## 分類
個体変異が大きいため多数の亜種に分割された事もあったが、現在は3亜種に分かれるとする説が有力。ナミビアヒラセリクガメの学名とされていたH. bergeriは、模式標本が亜種キタテントヤブガメと判明したためシノニムとして抹消されている。
- Psammobates tentorius tentorius　(Bell, 1828)　ケープテントヤブガメ
- Psammobates tentorius trimeni　(Boulenger, 1886)　ニシテントヤブガメ
- Psammobates tentorius verroxii　(Smith, 1839)　キタテントヤブガメ

## 生態
砂漠やサバンナの周辺などに生息する。分布域北部の個体群は11-翌3月に、分布域南部の個体群は6-9月に植物の根元にある砂地や枯れて堆積した植物の中、小動物の古巣などに潜り休眠する。
食性は植物食で、草、多肉植物などを食べる。
繁殖形態は卵生。9-11月に1回に1-3個の卵を産む。

## 人間との関係
南アフリカ共和国では採集や輸出が厳しく制限されている。
ペットとして飼育されることもあり、日本にも輸入されている。流通はきわめてまれ。